# Leopold Gratz
Leopold Gratz, född 4 november 1929 i Wien, Österrike, död 2 mars 2006 i Wien, var en österrikisk politiker (SPÖ). Han var utrikesminister 1984-1986 och Wiens borgmästare 1973-1984.